# Anadoras grypus
Anadoras grypus — вид риб з роду Anadoras родини Бронякові ряду сомоподібні. Інша назва «плямистий анадорас».

## Опис
Загальна довжина сягає 11,4 см. Голова масивна і трохи сплощена з сильно окостенілим черепом. На морді є 3 пари помірно довгих вусиків. Тулуб кремезний, звужується до хвостового плавця. Уздовж бічної лінії є добре розвинені кісткові грудки, які утворюються колючими щитками. Спинний плавець має 4—6 променів з шипом на першому, з короткою основою. Жировий плавець невеличкий. Грудні плавці широкі, довгі, з сильними шипами. Черевні плавці невеличкі. Анальний плавець помірно довгий, високий. Хвостовий плавець сильно та глибоко розрізаний.
Забарвлення бежево-сіре зі сріблястим відливом та плямами неправильної форми чорного кольору. Хвостовий плавець має чорні крайні промені.

## Спосіб життя
Є демерсальною рибою. Зустрічається у заболочених місцинах. Утворює невеличкі косяки. Вночі ховається в різних укриттях. Активний уночі. Живиться дрібною рибою, ракоподібними, равликами, частково (до 20 %) — водоростями.
Самиця відкладає ікру. Самець будує кубло з пухирців під широким листям.

## Розповсюдження
Мешкає у верхів'ях Амазонки — в межах Еквадору та Перу.